# Taiji, Chongqing
Taiji (kinesiska: 太极) är en köping i sydvästra Kina. Den ligger i stadsdistriktet Qianjiang i storstadsområdet Chongqing, omkring 200 kilometer öster om det centrala stadsdistriktet Yuzhong. Antalet invånare är 8242. Befolkningen består av 3 990 kvinnor och 4 252 män. Barn under 15 år utgör 23,0 %, vuxna 15-64 år 63 %, och äldre över 65 år 12,0 %.